# Геращенко, Вячеслав Леонидович
Вячесла́в Леони́дович Гера́щенко, (бел. Вячаслаў Леанідавіч Герашчанка; род. 25 июля 1972, Могилёв) — советский и белорусский футболист, полузащитник.

## Клубная карьера

### Ранняя карьера
Начал заниматься футболом в 10-летнем возрасте в школе могилёвского «Днепра». С 16 лет выступал за молодёжку команды.

### Карьера в Беларуси
Весной 1990 года состоялся дебют Вячеслава в основном составе «Днепра» в чемпионате СССР. Сыграв за могилёвскую команду в 51 матче в период с 1990 по 1993 год, перешёл в 1994 году в бобруйский «Шинник», сыграл 13 матчей, забил один гол. В 1995 году вернулся в Могилёв, пополнив состав местного «Торпедо».

### Переезд в Россию
В 1995 году был на грани перехода в самарские «Крылья Советов», но в последний момент Геращенко переманил к себе новороссийский «Черноморец». В этот клуб он перешёл вместе с ещё одним торпедовцем Александром Седневым. Выступал за команду на протяжении пяти сезонов, приняв участие в 121 матче и забив в них 15 мячей. В 2000 году мог перейти в турецкий «Коджаэлиспор», но в итоге пополнил состав ЦСКА. Проведя лишь девять матчей, вернулся в Беларусь.

### Закат карьеры
В том же 2000 году арендное соглашение с футболистом подписал клуб «Славия» Мозырь. Геращенко помог команде завоевать золото высшей лиги Беларуси 2000, сыграв 15 матчей и забив четыре гола. В 2001 году права на футболиста у ЦСКА выкупил «Уралан», в составе которого Геращенко играл на протяжении трёх сезонов, провёл 69 матчей, в которых отметился одним забитым мячом. В 2004 году вновь вернулся на родину, в «Нафтан». В 2005 году получил тяжёлую травму — разрыв ахилла, из-за которой завершил карьеру. За два сезона принял участие в 35 матчах, забил два мяча.

## Карьера в сборной
Дебютировал в составе сборной Беларуси 5 января 1997 года в товарищеском матче со сборной Египта (0:2). Последний матч в составе национальной команды провёл 21 февраля 2004 года в товарищеском матче со сборной Латвии (4:1). Всего за первую сборную страны сыграл в 19 встречах.

## Тренерская карьера
В 2006 году стал помощником главного тренера команды «Савит». Периодически принимал участие в матчах команды в качестве игрока. В начале 2009 года Геращенко стал главным тренером молодёжной команды БАТЭ. С 2 сентября 2011 года был назначен главным тренером могилёвского «Днепра», который на тот момент занимал последнее место. Геращенко не смог исправить ситуацию, несмотря на три победы в трёх последних турах, и «Днепр» опустился в Первую лигу. В следующем сезоне после неудачного начала могилёвский клуб стал одерживать победу за победой, и за два тура до финиша гарантировал возвращение в элитный дивизион. В сезоне 2013 «Днепр» показывал нестабильную игру. В результате в октябре 2013 года Геращенко покинул пост главного тренера команды.
В 2015 году работал тренером-консультантом ФК «Орша». 12 апреля 2016 года был назначен исполняющим обязанности главного тренера «Белшины». В августе 2016 был назначен главным тренером клуба «Лида», которую смог привести к шестому месту в Первой лиге 2016. В декабре 2016 года стал главным тренером футбольного клуба «Гомель». По результатам сезона 2017 команда заняла 10-е место в Высшей лиге. В декабре 2017 продлил контракт с клубом. Однако начало нового сезона получилось для «Гомеля» неудачным (после восьми туров команда не имела ни единой победы и находилась в конце таблицы), и в мае 2018 года Геращенко по соглашению сторон покинул клуб.
В январе 2019 года вновь возглавил «Лиду». Команда под руководством Геращенко выдала свои лучший старт в Первой лиге за долгое время — после 13 туров занимала 6-е место. В июле 2019 года по соглашению сторон покинул клуб и вскоре стал главным тренером литовского клуба «Паланга». Однако уже в сентябре 2019 года покинул команду.
В январе 2020 года стал главным тренером «Сморгони». В январе 2022 года возглавил ФК «Нафтан» из Новополоцка. В декабре 2022 года покинул пост главного тренера новополоцкого клуба.
В январе 2023 года стал главным тренером могилёвского «Днепра». В июле 2024 года ушёл в отставку с поста главного тренера Могилёвского клуба.

## Достижения

### Как игрок
Днепр (Могилёв)
- Вице-чемпион 1992, Финалист 1992

Торпедо (Могилёв)
- Финалист 1995

Славия-Мозырь
- Чемпион 2000

ЦСКА
- Финалист 2000

### Как тренер
Савит
- Вторая лига: Победитель 2006
- Первая лига: Победитель 2007

БАТЭ (мол.)
- Чемпион 2011

Днепр (Могилёв)
- Первая лига: Победитель 2012